# 탑 햇 변환
수학적 형태학과 디지털 영상 처리에서 탑 햇 변환(영어: top-hat transform)은 주어진 이미지에서 작은 원소와 세부 사항들을 추출하는 연산이다. 두 종류의 탑 햇 변환이 있다: 흰 탑 햇 변환은 입력 이미지와 어떤 구조적 요소에 의한 열기 간의 차이로 정의되고, 검은 탑 햇 변환은 쌍대적으로 닫기와 입력 이미지의 차이로 정의된다. 탑 햇 변환은 특징 추출이나, 배경 균등화, 이미지 향상 같이 다양한 이미지 처리 과정에서 쓰인다.

## 수학적 정의
{\displaystyle f:E\mapsto R}를 (R2나 Z2 같은) 유클리드 공간이나 이산 격자 E에서 수직선으로 가는 함수인 회색조 이미지로 두고, {\displaystyle b(x)}를 회색조 구조적 요소라고 두자.
그러면 f의 흰 톱 햇 변환은 다음과 같다:
{\displaystyle T_{w}(f)=f-f\circ b},
이 때 {\displaystyle \circ }은 열기 연산을 의미한다.
f의 검은 탑 햇 변환 (종종 바텀 햇 변환이라고도 불린다
)은 다음과 같다:
{\displaystyle T_{b}(f)=f\bullet b-f},
이 때 {\displaystyle \bullet }은 닫기 연산을 의미한다.

## 속성
흰 톱 햇 변환은 입력 이미지에 있는 다음과 같은 "물체"나 "원소"를 포함하는 이미지를 반환한다:
- 구조적 요소 보다 "작고"(즉, 구조적 요소가 들어가지 않는 장소),
- 주변 보다 더 밝다.

검은 톱 햇 변환은 입력 이미지에 있는 다음과 같은 "물체"나 "원소"를 포함하는 이미지를 반환한다:
- 구조적 요소 보다 "작고",
- 주변 보다 더 어둡다.

톱 햇 변환으로 추출된 원소의 크기 또는 너비는 구조적 요소 {\displaystyle b}의 선택에 의해서 조절할 수 있다. 구조적 요소가 클수록 추출되는 원소의 크기가 커진다.
두 톱 햇 변환은 모든 픽셀이 음이 아닌 값만을 가지는 이미지이다.
이미지 분할에서 가장 중요한 사용법 중 하나는 이미지의 불균일한 조명 상황을 조절하고 물체를 분리하기 위한 더 나은 임계값을 제공한다.

## 예시
우리가 이미지의 작은 얼룩에만 관심이 있고 크고 밝은 물체를 제거하고 싶다고 가정하자. 이 경우에, 흰 톱 햇 변환은 구조적 요소의 크기를 제거할 물체와 관심이 있는 물체의 중간으로 설정해서 크고 밝은 물체를 제거하고 작은 얼룩만을 남길 수 있다. 크고 밝은 물체 여섯 개는 반지름이 대략 50에서 100픽셀이고 관심이 있는 물체의 반지름은 대략 2에서 4픽셀이다. 게다가, 관심이 있는 물체의 모양은 원형이기 때문에 구조적 요소를 반지름이 5인 원판으로 설정할 수 있다. 하지만, 구조적 요소를 다른 모양과 크기로 설정하면 물체가 구조적 요소에 맞는지 아닌지에 의존하는 다른 이미지가 나온다.
다른 예시는 불균일한 조명 아래에 있는 이미지의 배경에서 물체를 추출하고 싶을 때이다. 이미지 분할에서 흔한 방법은 강도값에 기반해서 입력 이미지의 경계를 나누는 것이다. 하지만, 불균일한 조명을 받은 이미지일 경우에, 어두운 영역에 있는 어떤 물체는 배경의 강도값과 비슷한 강도값을 가질 수 있어서 경계 방법만에서 추출되지 않는 분할 오류가 있을 수 있다. 이런 경우, 오츠의 방법을 입력 이미지에 적용하기 전에, 불균일한 조명 상황을 교정하고 배경과 물체 간의 뚜렷한 대조를 만즐기 위해서 흰 톱 햇 변환을 시행할 수 있다. 따라서 분할 오류 없이 배경에서 물체를 완전히 추출할 수 있다. 원본 이미지와 흰 톱 햇 변환을 적용한 것을 {\displaystyle [0,1]}로 표준화 시킨 것에 대한 경계값은 각각 0.5216와 0.2이다.

## 참고 문헌
- Image Analysis and Mathematical Morphology by Jean Serra, ISBN 0-12-637240-3 (1982)
- Image Analysis and Mathematical Morphology, Volume 2: Theoretical Advances by Jean Serra, ISBN 0-12-637241-1 (1988)
- An Introduction to Morphological Image Processing by Edward R. Dougherty, ISBN 0-8194-0845-X (1992)
- Hands-on Morphological Image Processing by Edward R. Dougherty and R. Lotufo, ISBN 0-8194-4720-X (2003)

1. ↑  Tcheslavski, Gleb V. (2010). “Morphological Image Processing: Gray-scale morphology” (PDF). 2016년 3월 4일에 원본 문서 (PDF)에서 보존된 문서. 2013년 11월 4일에 확인함.

- Digital Image Processing (Third Edition) by Rafael C. Gonzalez and Richard E. Woods, ISBN 978-93-325-7032-0(2008)